# Christliche Wissenschaft in Deutschland

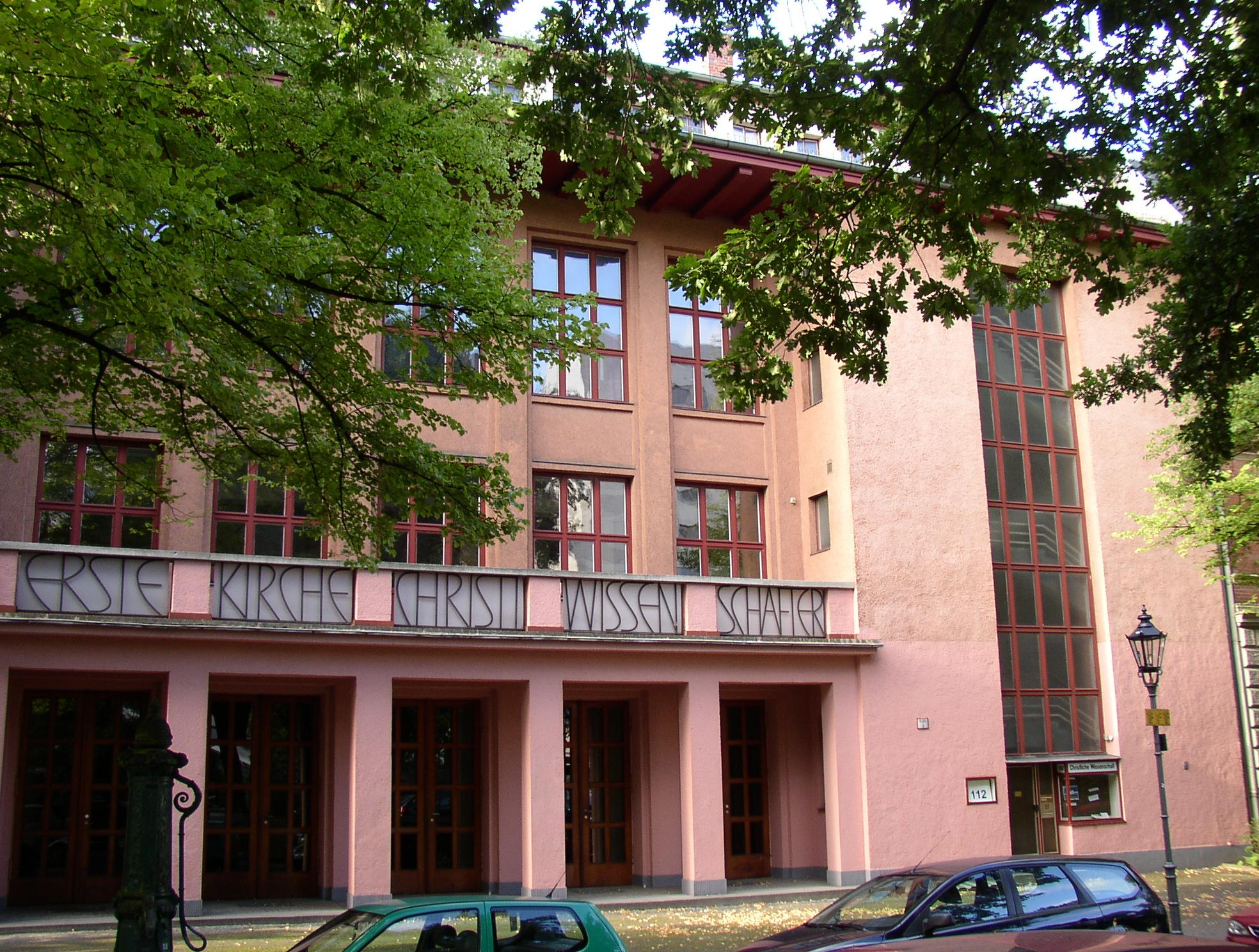
Erste Kirche Christi, Wissenschafter, Berlin in Berlin-Wilmersdorf.

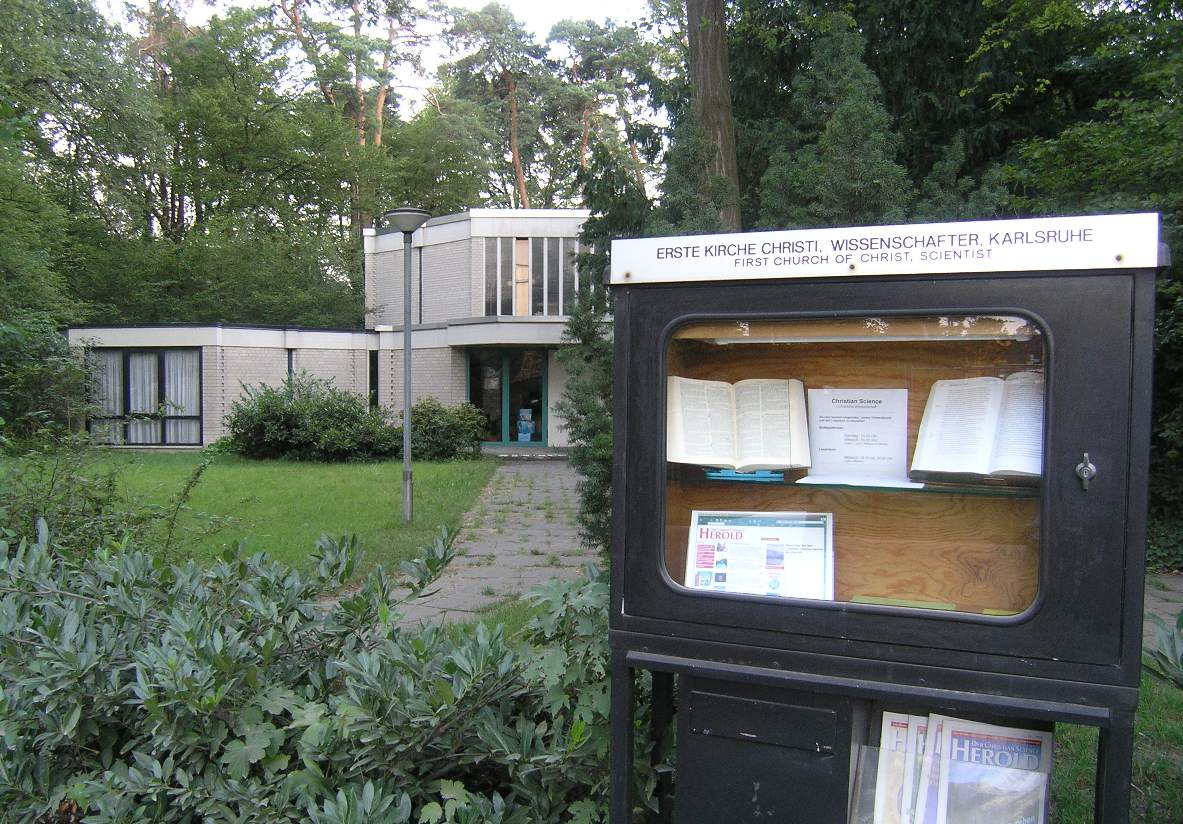
Christlich-wissenschaftliche Vereinigung in Karlsruhe.

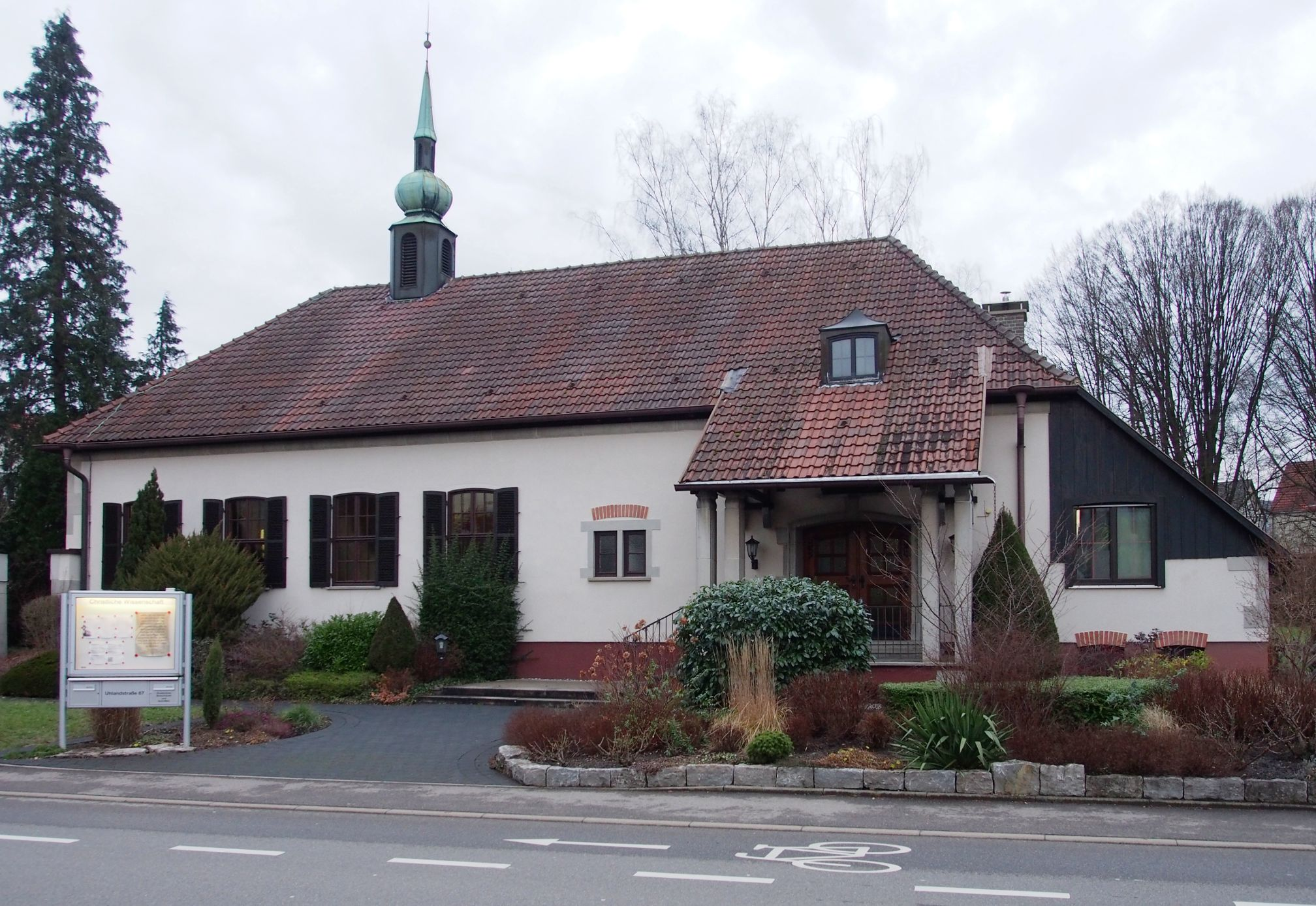
Christliche Wissenschaft in Schorndorf.

Die Christliche Wissenschaft in Deutschland ist eine protestantisch-christliche religiöse Sondergemeinschaft. Sie ist ein Ableger der 1866 von Mary Baker Eddy gegründeten Christian Science.

## Geschichte
In Dresden erfolgte 1896 die Einführung der Christlichen Wissenschaft. 1899 führte sie Frances Thurber Seal in Berlin ein. Ab 1903 erschien der Herold der Christlichen Wissenschaft (heute Der Christian Science Herold) als die erste nicht-englische Christian-Science-Zeitschrift überhaupt. 1912 gab es in Deutschland anerkannte Kirchen in Berlin, Dresden-Neustadt, Frankfurt/Main, Hannover und Stuttgart. 1912 begannen die Aktivitäten in München; in den 1920er Jahren entstanden zwei Gemeinden.
1937 begann das nationalsozialistische Regime, die freie Betätigung der Christlichen Wissenschaft zu behindern. Seit Ende Mai strenge Durchführung dieses Verbotes durch die Gestapo mit teilweise gerichtlichen Strafverfahren, Verhören und schließlich Verbot. Zahlreiche Mitglieder und Ausüber der Christlichen Wissenschaft wurden verhaftet und auch in Konzentrationslager verschleppt. Auch die Eltern des Widerständlers Helmuth James Graf von Moltke waren Anhänger der Bewegung. Der Vater war von 1928 bis 1933 Leiter des Komitees für Veröffentlichungen, Deutschland. Die Mutter wirkte wesentlich an der ersten deutschen Übersetzung des Buches Wissenschaft und Gesundheit mit Schlüssel zur Heiligen Schrift von Mary Baker Eddy mit.
Nach dem Krieg erfolgte ein reger kirchlicher Wiederaufbau. 1951 wurde die Christliche Wissenschaft in der DDR verboten. Am 3. November 1989, sechs Tage vor dem Fall der Mauer, wurde die Christliche Wissenschaft von der DDR-Regierung wieder zugelassen.
Im Jahre 2003 war Berlin der Veranstaltungsort der Jahresversammlung der Mutterkirche, die normalerweise jährlich im Juni in Boston, USA, abgehalten wird.
In Deutschland gab es mit Stand April 2020 42 Zweigkirchen, Vereinigungen und Hochschulvereinigungen.

## Abzweigungen
Die Christus-Gemeinde in Bremen ist eine ehemalige „Erste Kirche Christlicher Wissenschafter“, die sich nach heftigen Auseinandersetzungen von Boston löste. Sie versucht, auch Lehraspekte fernöstlicher Religionen mit den Lehren Mary Baker Eddys zu verbinden.
Das Kappeler-Institut steht in der Tradition des ehemaligen christlichen Wissenschaftlers John Doorly, der eine eigenständige, stark abstrahierende Weiterentwicklung der Theologie Mary Baker Eddys unternahm. Doorly löste sich in den 1920er Jahren von der Bostoner Mutterkirche. Der deutsche Zweig dieser Richtung hat seinen Sitz in Berlin.

## Heutige Situation
Die Kirche verwendet im Deutschen offiziell das traditionelle Wort Wissenschafter, die neuere und heute allgemein übliche bedeutungsgleiche Form Wissenschaftler findet sich seltener.
Schätzungen belaufen sich auf 2 000 Mitglieder in Deutschland.
In mehreren Bundesländern hat die Christian Science den Status einer Körperschaft des öffentlichen Rechts. 1949 erhielt die Gemeinschaft in Bayern die Anerkennung als Körperschaft des öffentlichen Rechts unter dem Namen „Christian Science in Bayern“. Der Körperschaftsstatus besteht ferner in Berlin, Hamburg und Niedersachsen. Sie gehört aber auch in diesen Ländern nicht zu den Körperschaften, die Kirchensteuer erheben.
Die Christian Science ist kein Mitglied im Ökumenischen Rat der Kirchen. Grund ist das nichttrinitarische Glaubensbekenntnis, da die Anerkennung der Trinität eine Aufnahmevoraussetzung des Rates ist.
Auf lokaler Ebene beteiligt sich Christian Science (Christliche Wissenschaft) aktiv am Dialog der Religionen. Beispielsweise als Mitglied der Arbeitsgemeinschaft der Kirchen und Religionsgesellschaften in Berlin oder der Langen Nacht der Religionen.
Vertreten sind Beiträge von Christian Science im Kirchenfunk von Bayern 2 und dem Hamburger Tide Radio.

## Interne Strukturen
Der christlich-wissenschaftliche Praktiker ist kein Kirchenamtstitel und ist kein Geistlicher, sie sind aber in der Regel in dem offiziellen Organ der Kirche der Christlichen Wissenschaft, dem Christian Science Journal, sowie für Deutschland im Herold der Christlichen Wissenschaft offiziell gelistet und bekunden damit ihre Verfügbarkeit für Hilfesuchende um Heilung von Krankheiten und körperlichen Beschwerden nach den Richtlinien der Glaubensgemeinschaft. Eine der Voraussetzungen für diese Eintragung ist der Abschluss eines „Klassenunterricht“ genannten 12-tägigen Kursus bei einem „christlich-wissenschaftlichen Lehrer“.
Lehrer der Christlichen Wissenschaft müssen im Unterrichtsrat der Mutterkirche, Der Ersten Kirche Christi, Wissenschaftler in Boston, MA, USA an einem Kursus teilgenommen haben. Voraussetzung dafür sind mindestens drei Jahre vollberufliche Arbeit als Praktiker der Christlichen Wissenschaft. Die Förderung steht auch Nichtmitgliedern frei, da das Programm ausdrücklich zur Akquise genutzt wird.

## Förderungen
Über Fördervereine wie den Pyramide e. V. besteht die Möglichkeit, Schul- und Hochschulausbildung an Einrichtungen der Christian Science wie dem  Principia College zu absolvieren. Der Besuch der Sonntagsschule der Christlichen Wissenschaft ist dafür nachzuweisende Voraussetzung.